# Eton College
A King's College of Our Lady of Eton beside Windsor (A Windsor melletti Eton Miasszonyunk Királyi Kollégiuma), általában Eton College vagy egyszerűen csak Eton néven ismert, nemzetközi hírű magániskola (magánemberek által alapított, független iskola) fiú tanulóknak. Angliában, Berkshire-ben, Windsorhoz közel, Etonben található (a windsori kastélytól egy mérföldnyire). A világ egyik leghíresebb iskolája . Öregdiákjairól (Old Etonians) és a tradíciók fenntartásáról ismert. 1440-ben VI. Henrik alapította. Egyike a kilenc eredeti angol magán-középiskolának.
Az iskola jelenlegi igazgatója, Anthony Little, tagja az Iskolaigazgatók Konferenciájának, az iskola pedig a független iskolák Eton Csoportjának. Rengeteg híres tanítványuk volt, többek között 20 brit miniszterelnök. Hosszú idők óta Etont felkészülési terepnek tartják a kormányzási pozícióra. Nagyon jó továbbtanulási eredményei vannak, a diákoknak nagyon magas aránya tanul tovább Oxfordban, Cambridge-ben (Oxbridge), valamint számos más, nívós egyetemen.

## Áttekintés
Eton College-ben megközelítően 1300 13 és 18 év közötti diák tanul, akiknek 15%-a külföldi. A tandíj évente 23.688 font. Hetven tanuló érdemjegyei alapján ösztöndíjasként tanul, ahogy ez régóta szokás. Ők a King's Scholars, a Királyi Ösztöndíjasok, akik bent laknak az iskolában, és a tandíj 75%-át kell fizetniük. A többi tanuló harmada kap valamiféle ösztöndíjat. A Királyi Ösztöndíjas név onnan ered, hogy 1440-ben VI. Henrik alapította, az itt tanuló 70 diák költségeit pedig ő állta.
Ahogy az iskola nőtt, egyre több tanulót vettek fel, de ők már tandíjat fizettek, és kint a városban kellett lakniuk. Ezeket a tanulókat oppidánsoknak hívták, a latin oppidum szóból, ami várost jelent. Házakat hoztak létre, hogy az oppidánsok is valamilyen közösséget alkossanak. A diákok egy része idejének jelentős hányadát az iskola falain kívül, a saját házában töltötte. Minden ház a házmester családnevét, vagy monogramját viselte névként. A ház vezetője a diákokkal együtt élt, bent a házban.

## Története
1440-ben VI. Henrik alapította, hogy hetven nehéz sorsú gyerek ingyen tanulhasson, és ezután a cambridge-i King's College-ban folytathassa tanulmányai, amit 1441-ben szintén ő alapított. VI. Henrik a tanárok felét és az igazgatót a William of Wykeham által működtetett Winchester College-ból hívta át. Ennek az iskolának a példájára alakították ki Etont, ami a 17. században vált népszerűvé.
Az alapító számos értéket adományozott az iskolának. Ezek között szerepelnek értékes földek, hatalmas épületek tervei, és számos egyházi relikvia, többek közt a Szent Kereszt és a töviskoszorú egy része. Szintén elintézte az akkori pápával, hogy a nagyboldogasszony napi ünnepségre ideérkező bűnbánó emberek itt bűnbocsánatot nyerjenek.
Mikor Henriket 1461-en IV. Eduárd követte a trónon, az utód minden előjogot visszavont, és az egyházi kincseket elvitette a Temze túlpartján fekvő St George's Chapel, Windsorba. Egy legenda szerint Jane Shore, Edward szeretője járta ki, hogy ami megmaradt, az itt maradhasson.
Az adományozók nevét az iskola épületei ma is őrzik, ilyen például William Waynflete püspök vagy Roger Lupton, akinek nevét a híres középső torony viseli.
A 19. században John Show Junior (1803-70) volt az építkezések felügyelője. Ennek során újjáépítették az épületeket, és jobb szálláskörülményeket biztosítottak a diákoknak.
Gyakran idézik Arthur Wellesleyt, aki szerint a waterlooi csata Eton pályáin dőlt el. Erre az állításra nincs bizonyíték. Etonban ebben az időben nem volt sem játéktér, sem szervezett sportcsapat. A herceg nem nagyon kedvelte Etont, bár nagy népszerűségnek örvendett a diákok körében, és sokszor megfordult itt életében.

## Egyenruha
Az etoni egyenruhája is nagyon híres. Része a fekete zsakett, a mellény, a keménygallér és a hajszálcsíkos nadrág. Minden diák fehér nyakkendőt visel, amit csíkként a gallér alatt hordanak. Ez különbözteti meg őket a felelős beosztásban lévőktől, akik csokornyakkendőt hordanak. Rangjukat úgyis kimutathatják, hogy más színű mellényt, nadrágot vagy mellénygombot hordanak. A Hat Kiválasztott, a legjobb tanulók ezüst gombokat hordanak, míg az Eton Közösség (ismertebb nevén Pop) tagjai tetszés szerinti ruhát viselnek különös szabású szürke nadrággal. A Királyi Ösztöndíjasok fekete talárt hordanak a frakkjuk felett. A Házkapitány (minden házban a legidősebb fiú) szürke, pettyes mellényt hord.
A mostani ruha elődjét III. György gyászolásakor vették fel először, s azóta sok változáson ment keresztül. Eredetileg (a cilinderrel és a sétapálcával együtt) csak hivatalos alkalmakkor viselték, de mára mindennapos viseletté vált. A tanároknak is megvan az óraadás alatt hordandó kötelező viselet. A tanárokat itt Beaknek, szó szerinti jelentésben Csőrnek nevezik. Egyéb, Etonra jellemző sajátosság az Etoni Mezőjáték és az Eton Faljáték. Ezenkívül az iskola jellemzője a saját nyelvezet, az etoni szleng, ami sok, az iskolával kapcsolatos dologra talál ki új kifejezést.

## Tanév
Az Eton College-ban egy tanév három trimeszterből áll (szeptember-december közepe, január közepe-március vége, április-június).

## Költségek és támogatások
Mint minden más angol magániskolában, itt is tandíjat kell fizetni, de számtalan ösztöndíj elérhető a diákok számára. Etont bőkezű támogatónak ismerik, és mint ilyen jelentős mértékű adókedvezményre jogosult. Ennek mértéke 1992-ben Jaileybury igazgatója szerint évente tanulónként 1945 font volt, ami 200 fonttal több, mint amit az állam az általános iskolásokra költ. Ez a helyzet 2001-ben megváltozott, mikor a Munkáspárt kormánya eltörölte a magániskoláknak nyújtott állami ösztöndíjat. Eton igazgatója erre úgy válaszolt, hogy azok a szolgáltatások, amiket az iskola nyújt a városnak, értékesebbek, mint az adókedvezmény mértéke. Számítások szerint az Egyesült Királyság 1300 iskolája összesen 100 millió font juttatást kap a karitatív minősítése miatt.
Eton számos nyári tanfolyamot kínál a többi diáknak. Ezek július elejétől augusztus végéig tartanak. A University Summer Schoolt 1982 óta minden évben megrendezik, leginkább az Egyesült Királyság területén tanuló, ötödik évet befejezett, érettségit adó hatodik évre beiratkozott tanulók számára. 1984-ben indították a Brent-Eton Summer Schoolt, ahol 40-50 diák vehet részt Brentből. A nyári iskola célja, hogy lehetőséget biztosítson az A-level (érettségi) megszerzéséhez. Az iskola rendszeresen tart nyáron kórusoktatást is.

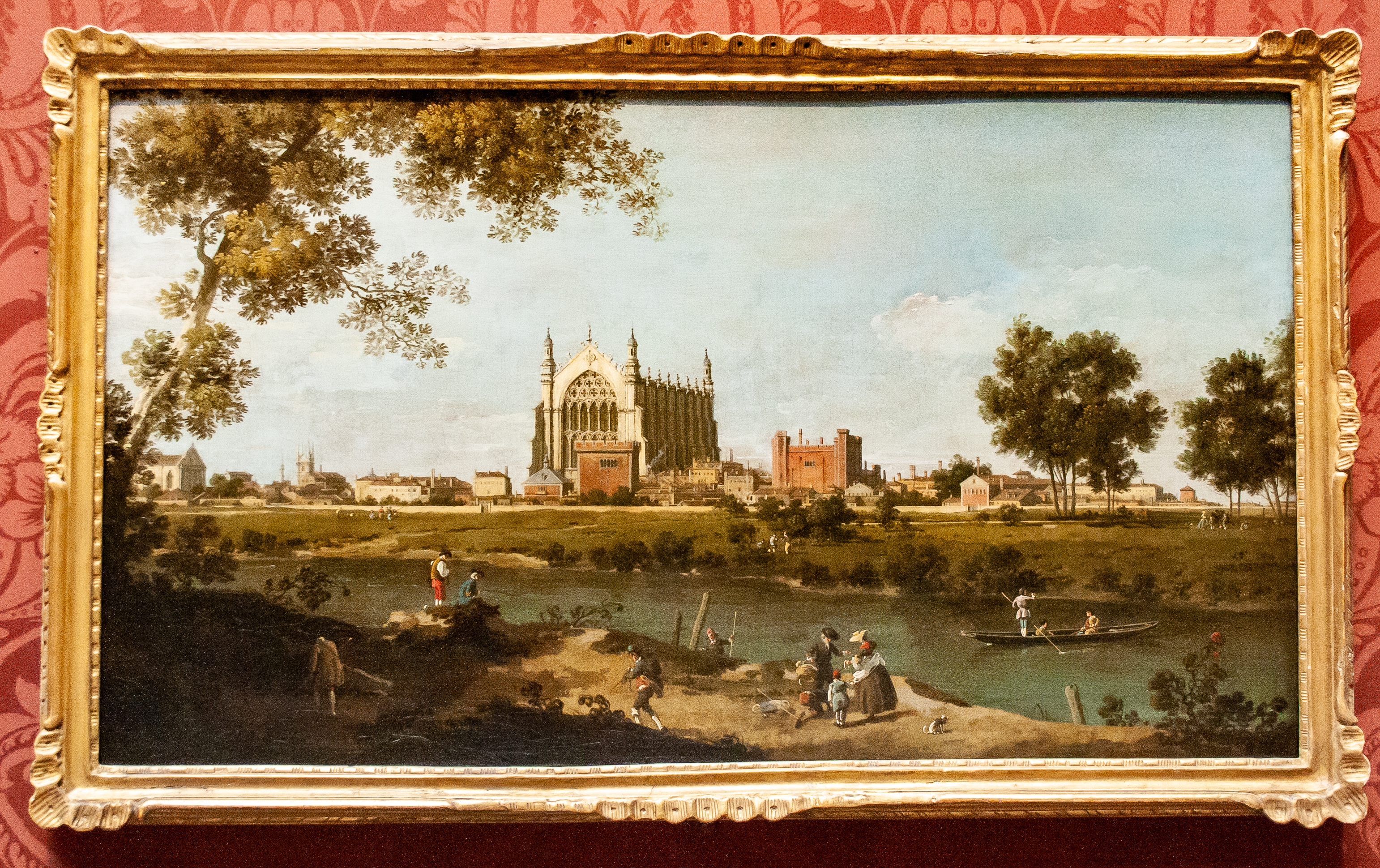
Canaletto festménye a kápolnáról a londoni Nemzeti Galériában